# 薬師寺 (茨城県城里町)
薬師寺（やくしじ）は、茨城県東茨城郡城里町にある天台宗の寺院。

## 歴史
806年（大同元年）、坂上田村麻呂が国家鎮護を祈願するため、飛騨の工匠に寺院を建てさせて開基したと伝えられる。正平/応安年間（1370年頃）に伊豆国走湯山で修行した恵一上人が真言宗の寺院として復興し「浄瑠璃光寺」と称した。1594年（文禄3年）に天台宗に転宗し「薬師寺」に改称した。
当寺には、国の重要文化財に指定されている「木造薬師如来及両脇侍像」を所蔵している。1957年（昭和32年）3月に、室町時代建築の本堂をはじめとする寺の堂宇は石塚の大火に遭い焼失したが、重要文化財の薬師如来、脇待日光菩薩月光菩薩の3尊は、住職や信者の必死の努力により火災から免れ、何とか守り通すことができた。堂宇の再建については、国県町の助成と常北町の有志や信者の奔走によって図られ、近代建築の手法が取り入れられて1964年（昭和39年）に収蔵庫が、1965年（昭和40年）4月には本堂が再建された。重要文化財の現在は、鉄筋コンクリートの収蔵庫に収められている。本堂は当初平らな陸屋根で、老朽化により屋根に貯まった雨水による雨漏りが深刻化したため、有志らによって本堂屋根改修工事が行われて、1994年（平成6年）3月に銅板葺きによる入母屋風の屋根が完成した。

## 文化財
- 木造薬師如来及両脇侍像（重要文化財 明治44年8月9日指定）[5]
本尊の薬師如来像は平安時代の作といわれ、木造漆箔造りで、左手に薬坪を持ち、右手は説法の印を結んだ端麗な坐像で、胎内に銅製の胎内仏を安置している[1]。
- 十二神将軍（城里町指定有形文化財 昭和47年12月27日指定）[6]
十二神将は薬師如来の十二大願にちなんで作られた12躯の武将像で、鎌倉時代から南北朝時代の作と推定される[7]。像の高さは80 - 88センチメートルで、各像とも硬木材、寄木造、玉眼嵌入、漆下地彩色であり、天衣、甲冑を着て持物を執り、岩座の上に立っている[7]。

薬師寺のギャラリー
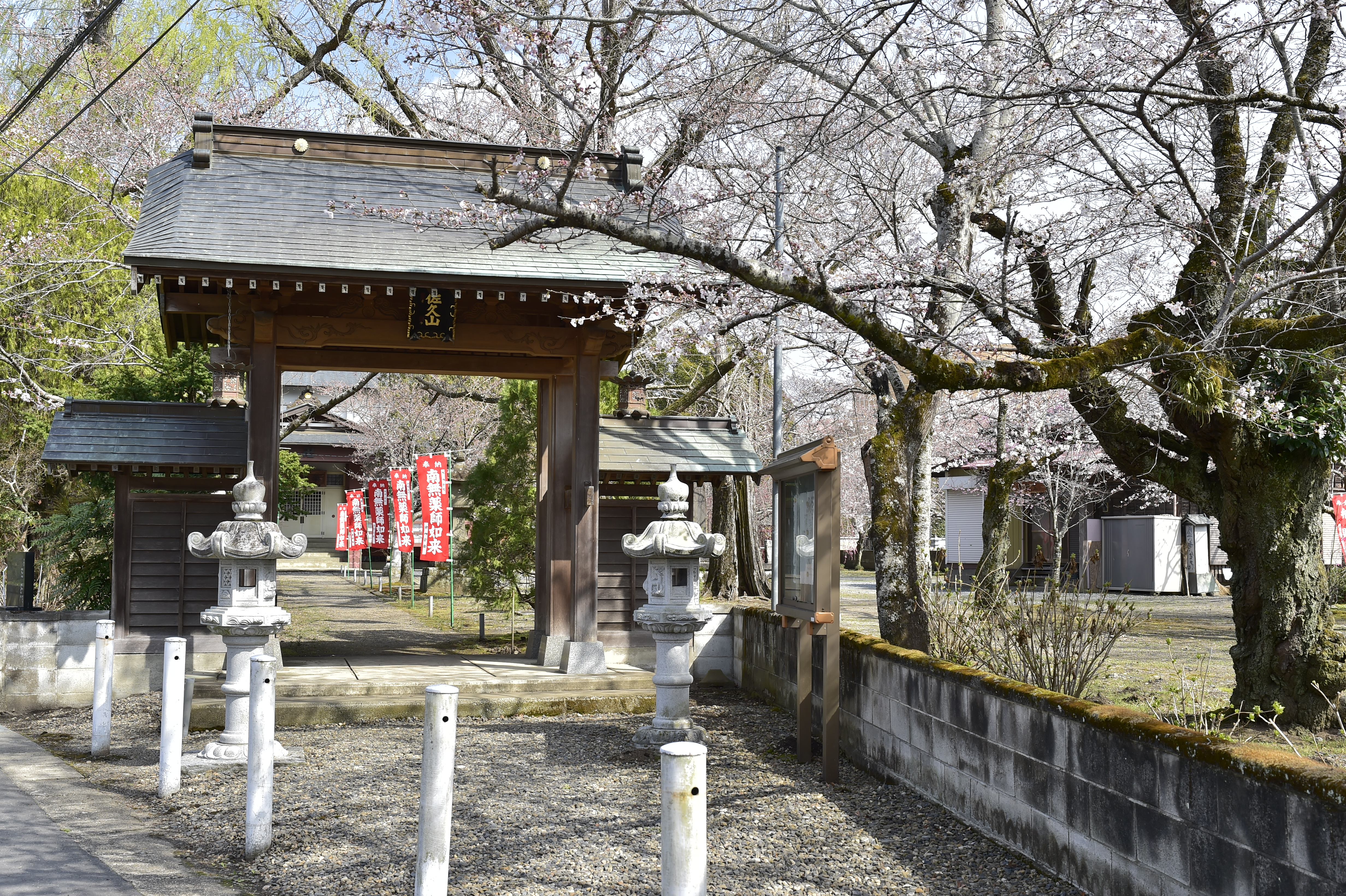
山門
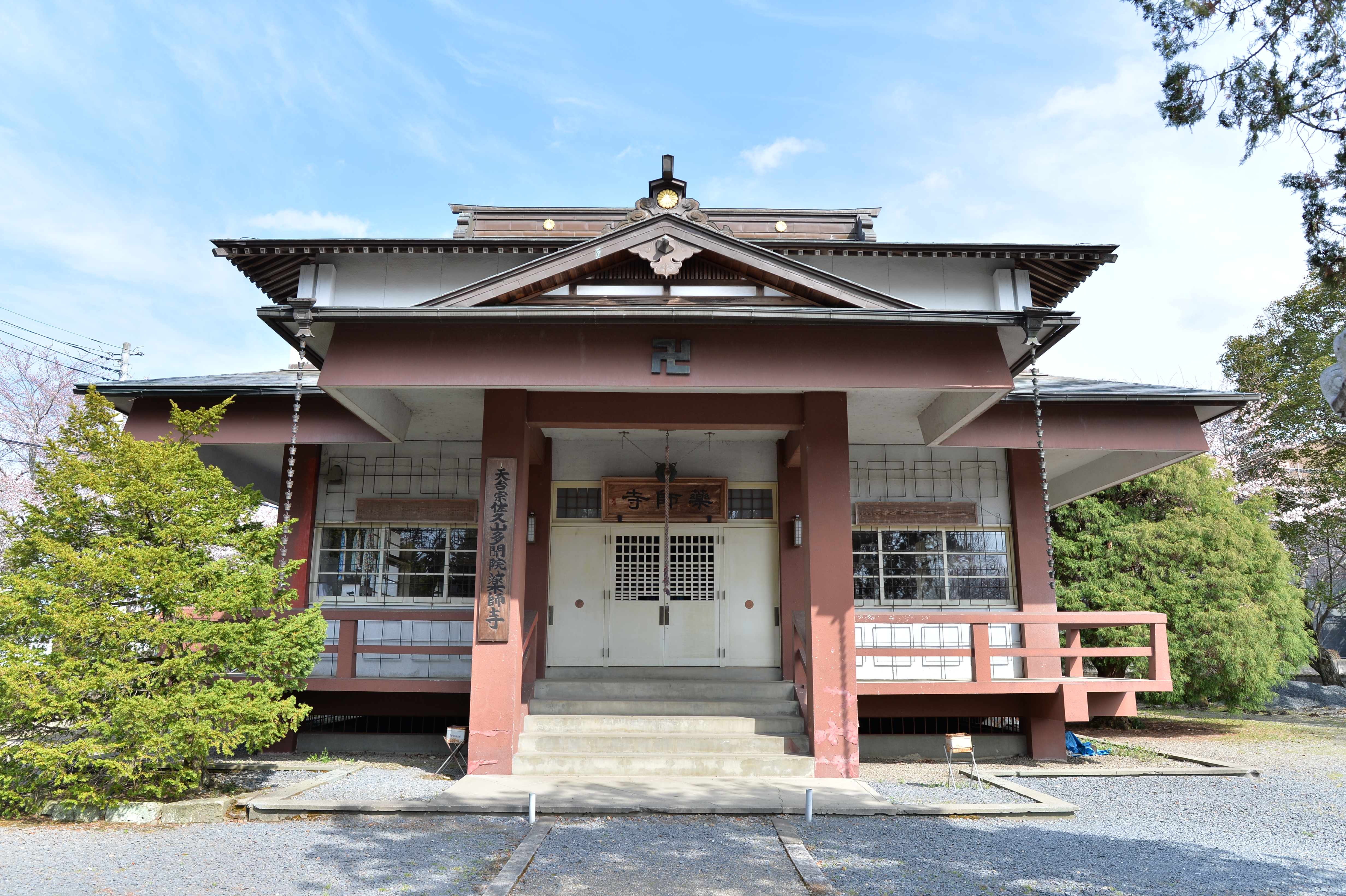
薬師寺本堂
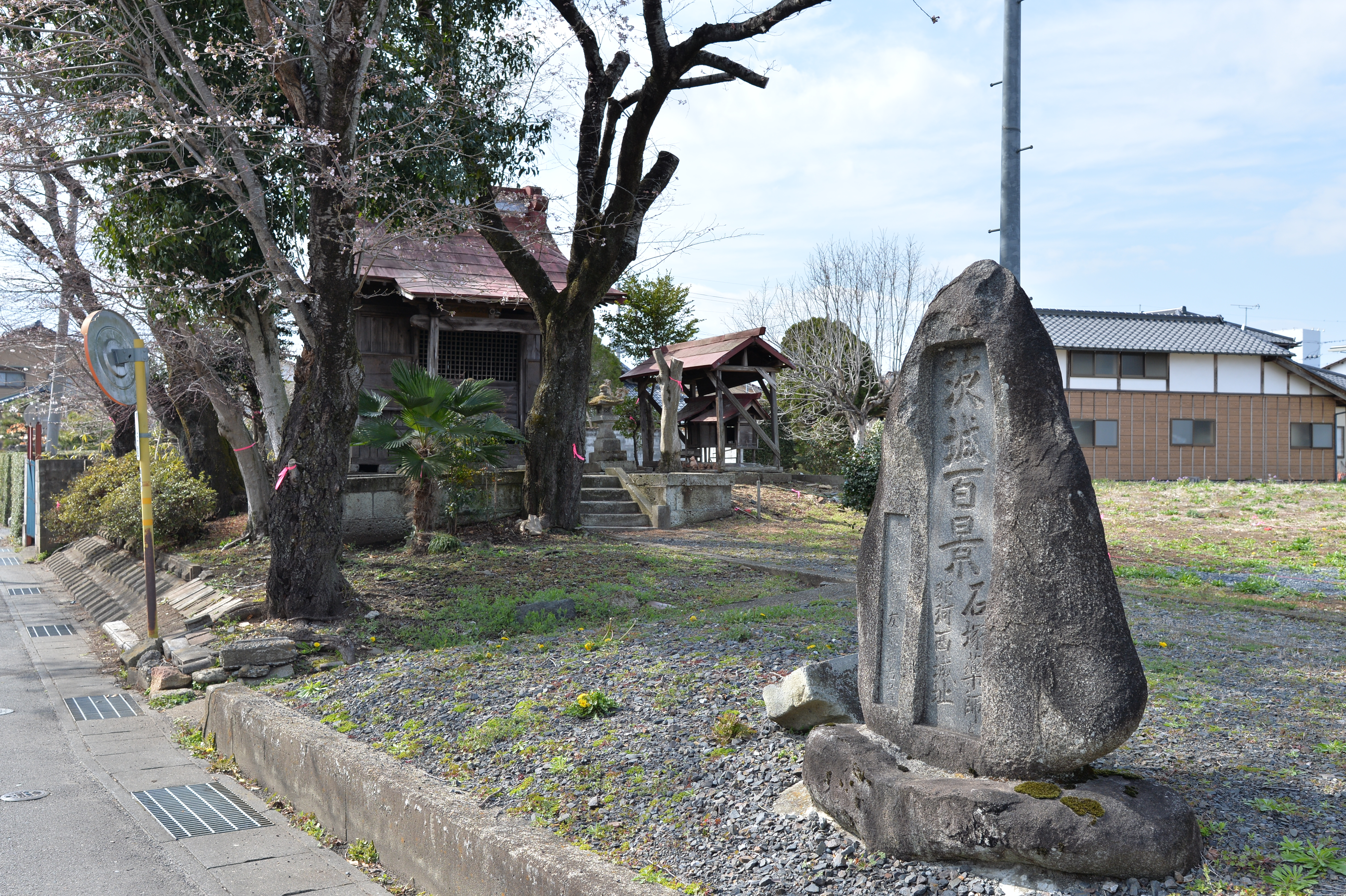
茨城百景の碑（石塚薬師と那珂西城址）

## 交通アクセス
- 路線バス城里町役場前停留所より徒歩5分。